# Дрекавци (животиње)
Дрекавци или урликавци (лат. Alouattinae), су потпородица у оквиру реда примата са само једним родом: Alouatta, чије врсте насељавају средњу и тропску Америку. Назив су добили по томе што мужјаци могу веома бучно и веома дуго, чак неколико сати, да урлају. То некада ради само доминантни мужјак који жели да отера потенцијалне уљезе са своје територије, а некада више мужјака, чак и из различитих група. Јачину звука им омогућава увећана подјезична кост, налик резонаторској кутији, па је доња вилица ових животиња такође јако увећана.

## Начин живота
Живе на дрвећу и добро се веру и трче по гранама, али ретко када праве веће скокове. При томе се користе не само удовима, већ и репом. Хране се претежно плодовима, лишћем и изданцима.

## Класификација
Дрекавци (лат. Alouatta):
- група A. palliata:
  - црни дрекавац (Alouatta coibensis);
  - плаштасти дрекавац (Alouatta palliata);
  - јукатански црни дрекавац (Alouatta pigra);
- група A. seniculus:
  - медвеђи дрекавац (Alouatta arctoidea);
  - црвеноруки дрекавац (Alouatta belzebul);
  - Шпиксов црвеноруки дрекавац (Alouatta discolor);
  - смеђи дрекавац (Alouatta guariba);
  - журуански црвени дрекавац (Alouatta juara);
  - гвајански црвени дрекавац (Alouatta macconnelli);
  - амазонски црни дрекавац (Alouatta nigerrima);
  - пурушки црвни дрекавац (Alouatta puruensis);
  - боливијски црвени дрекавац (Alouatta sara);
  - црвени дрекавац[2] (Alouatta seniculus);
  - марањански црвеноруки дрекавац (Alouatta ululata);
- група A. caraya:
  - црнозлатни дрекавац (Alouatta caraya).